# نحن نقود (أغنية ريانا)
وي رايد هي أغنية سجلتها المغنية البربادوسية ريانا لألبومها الإستديو الثاني، آ قيرل لايك مي (2006). الأغنية من كتابة ماكيبا ريديك، وميكيل ستورلير إريكسن، وتور إريك هيرمانسين، ومن إنتاج ستارقيت. صدرت الأغنية يوم 21 أغسطس، 2006، كأغنية منفردة ثالثة من الألبوم. «وي رايد» هي أغنية هيب-هوب وسول. تلقت عموماً الأغنية ردود فعل إيجابية، كما أثنى الغالبية بأنها أغنية مريحة للأعصاب.

## الأداء التجاري

### أوروبا وأمريكا الشمالية
في أوروبا، تلقت «وي رايد» نجاحاً معتدلاً في عدة أقاليم. في سويسرا، دخلت «وي رايد» لأول مرة وبلغت ذروتها بنفس الوقت في المركز الثاني والأربعين يوم 17 ديسمبر، 2006. في فنلندا، دخلت الأغنية لأول مرة وبلغت ذروتها بنفس الوقت في المركز الرابع في الأسبوع الأخير من ديسمبر 2006. في إيطاليا، الأغنية دخلت لأول مرة وبلغت ذروتها بنفس الوقت في المركز السادس عشر يوم 9 أكتوبر، 2008، بعد أكثر من عامين من إصدار الأغنية المنفردة. في المملكة المتحدة، دخلت «وي رايد» لأول مرة وبلغت ذروتها بنفس الوقت في المركز السابع عشر يوم 4 نوفمبر، 2006. في الولايات المتحدة، فشلت الأغنية من دخول الرسم البياني بيلبورد هوت 100. الأغنية بلغت ذروتها في المركز الأول على الرسم البياني لأغاني الدانس كلوب يوم 3 فبراير، 2007.

## الصيغ وقائمة الأغاني
- نسخة الألبوم[6]

1. «وي رايد» – 3:56

- ألبوم مطول أسترالي[7]

1. «وي رايد» (دون هاي هاتس) – 3:56
2. «أنفيثفل» (نو سول ريمكس) – 6:55

## الرسوم البيانية

### الرسوم البيانية الأسبوعية
| الرسم البياني (2006)                                        | المركز | المصادر |
| ----------------------------------------------------------- | ------ | ------- |
| أستراليا (ARIA)                                             | 24     | [ 8 ]   |
| بلجيكا (Ultratop 50 Flanders)                               | 40     | [ 9 ]   |
| بلجيكا (Ultratop 50 Wallonia)                               | 26     | [ 10 ]  |
| فنلندا (Suomen virallinen lista)                            | 4      | [ 2 ]   |
| ألمانيا (Media Control Charts)                              | 45     | [ 11 ]  |
| أيرلندا (IRMA)                                              | 17     | [ 12 ]  |
| هولندا (Dutch Top 40)                                       | 60     | [ 13 ]  |
| نيوزيلندا (Recorded Music NZ)                               | 7      | [ 14 ]  |
| سلوفاكيا (IFPI)                                             | 14     | [ 15 ]  |
| سويسرا (Schweizer Hitparade)                                | 42     | [ 1 ]   |
| المملكة المتحدة (The Official Charts Company)               | 17     | [ 4 ]   |
| الولايات المتحدة (Billboard Bubbling Under Hot 100 Singles) | 7      | [ 16 ]  |
| الولايات المتحدة (Billboard Pop Songs)                      | 34     | [ 17 ]  |

| الرسم البياني (2007)                          | المركز | المصادر |
| --------------------------------------------- | ------ | ------- |
| الولايات المتحدة (Billboard Dance Club Songs) | 1      | [ 5 ]   |

| الرسم البياني (2008) | المركز | المصادر |
| -------------------- | ------ | ------- |
| إيطاليا (FIMI)       | 16     | [ 3 ]   |

## تاريخ الإصدار
| الدولة           | التاريخ         | نوع الإصدار              | الشركة المنتجة | المصادر |
| ---------------- | --------------- | ------------------------ | -------------- | ------- |
| الولايات المتحدة | 21 أغسطس، 2006  | كونتيمبوراري هيت راديو   | ديف جام        | [ 18 ]  |
| الولايات المتحدة | 21 أغسطس، 2006  | ريذمك كونتيمبوراري راديو | ديف جام        | [ 18 ]  |
| المملكة المتحدة  | 26 أكتوبر، 2006 | أسطوانة منفردة           | ميركوري        | [ 19 ]  |
| أستراليا         | 30 أكتوبر، 2006 | أسطوانة مطولة رقمية      | يونيفرسال      | [ 20 ]  |
| ألمانيا          | 11 نوفمبر، 2006 | أسطوانة منفردة           | ديف جام        | [ 21 ]  |